# Aranybánya (település)
Aranybánya (szlovákul: Zlatá Baňa) község Szlovákiában, az Eperjesi kerület Eperjesi járásában.

## Fekvése
Eperjestől 17 km-re délkeletre fekszik.

## Története
Viszonylag késői alapítású falu, 1550-ben említik először. 1567-ben „Aranpatak” néven említik. Határában 1730 és 1861 között aranybánya működött.
A 18. század végén Vályi András így ír róla: „BÁNYA. Zlata Banya. Tót falu Sáros Vármegyében, birtokosa Kaszonyi Uraság, lakosai katolikusok. Határja középszerű, fája mind a’ két féle, réttye, legelője elég, második Osztálybéli.”
Fényes Elek 1851-ben kiadott geográfiai szótárában így ír a faluról: „Aranybánya, puszta, Sáros vármegyében, Vörösvágáshoz éjszakra 1 mfdnyire: 55 kath. lak., arany és ezüst bányával. F. u. a kamara.”
1873-ban „Aranybánya” néven szerepel. Az aranybánya kimerülésével a 20. században antimont bányásztak itt. 1920 előtt Sáros vármegye Eperjesi járásához tartozott.
A település neve 1920 után Zlaté, 1927-től Zlatá Baňa.

## Népessége
| Év:            | 1994. | 2004.   | 2014.   | 2024.   |
| -------------- | ----- | ------- | ------- | ------- |
| Emberek száma: | 406   | 416     | 451     | 431     |
| Eltérés:       |       | +2,46 % | +8,41 % | -4,43 % |

| Év:            | 2023. | 2024.   |
| -------------- | ----- | ------- |
| Emberek száma: | 445   | 431     |
| Eltérés:       |       | -3,14 % |

1910-ben 391, túlnyomórészt szlovák anyanyelvű lakosa volt.
2001-ben 413 lakosából 410 szlovák volt.
2011-ben 430 lakosából 406 szlovák volt.

## Nevezetességei

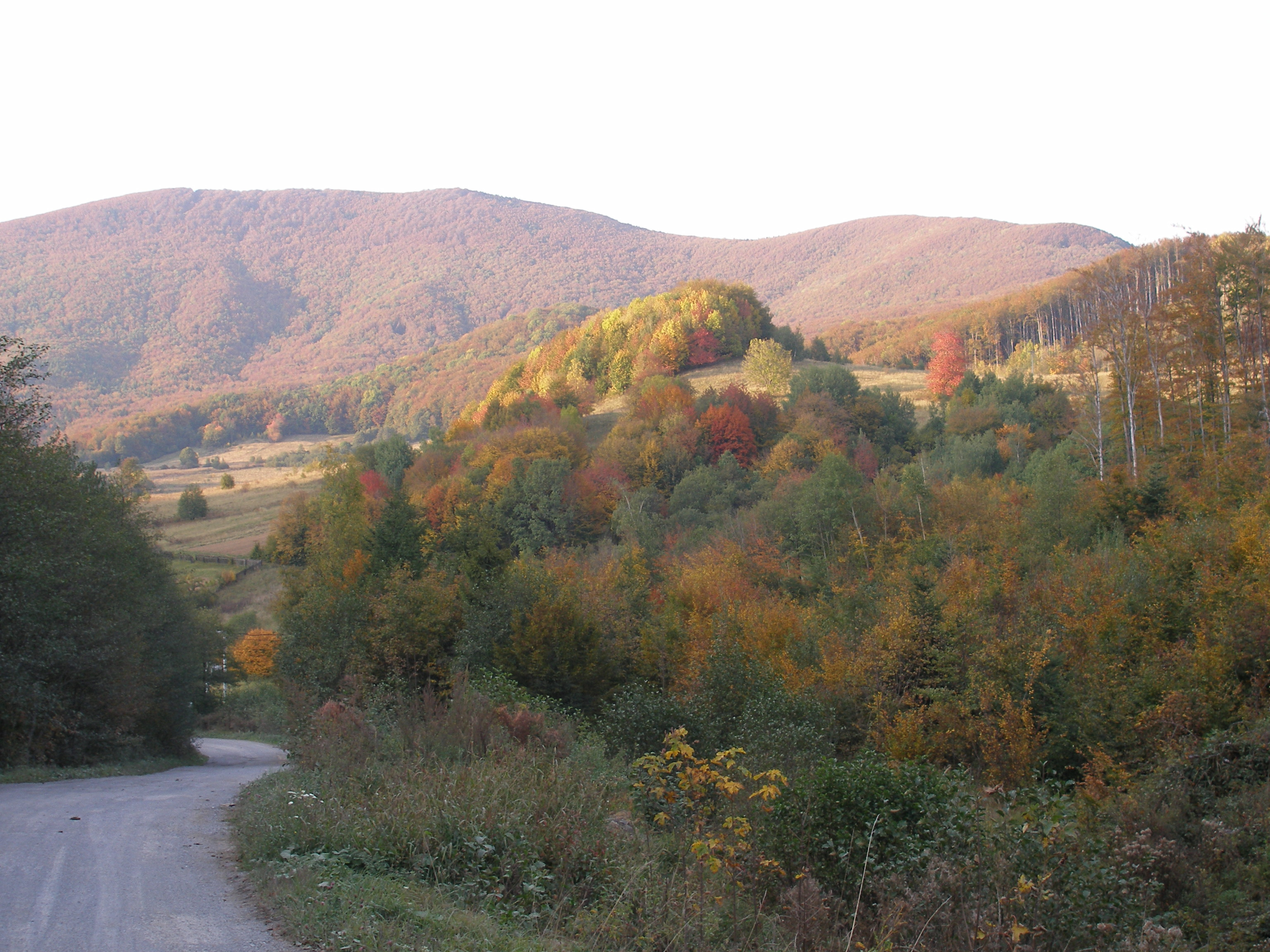
Ősz Aranybányán

- Opálbánya.
- A falu temploma 1968-ban épült.
- Aranymosók versenye.

## Ismert személyek
- Itt született 1894-ben Huszovszky Lajos magyar ügyvéd, politikus, országgyűlési képviselő.